# Coprinus colensoi
Coprinus colensoi är en svampart som beskrevs av Berk. 1855. Coprinus colensoi ingår i släktet Coprinus och familjen Agaricaceae.   Inga underarter finns listade i Catalogue of Life.